# 杰克逊县 (阿肯色州)
傑克森縣（英語：Jackson County）是美国阿肯色州東北部的一個縣，面積1,661平方公里。根據2020年美國人口普查，共有人口16,755人。縣治紐波特（Newport）。該縣成立於1829年11月5日，縣名紀念第七任美国总统安德鲁·杰克逊（Andrew Jackson）。